# Pietralunga
Pietralunga är en ort och kommun i provinsen Perugia i regionen Umbrien i Italien. Kommunen hade 2 057 invånare (2018).